# Сантандер
 Тази статия е за града в Испания.  За департамента в Колумбия вижте Сантандер (департамент).  
Сантандер (на испански: Santander) е испански град на Бискайския залив, в провинция Кантабрия.
Градът е известен като център на международни изложения и конгреси. Освен с бизнестуризмът, Сантандер е известен като един от главните ваканционни центрове на Северна Испания, като основният поток от туристи е от Великобритания и Ирландия. Местният университет е един от най-старите по испанското атлантическо крайбрежие. Има голямо пристанище.
Населението на града към 1 януари 2017 г. е 171 951 жители.
Градът нашумява покрай полемиката относно дали да се събори последната останала в Испания статуя на генерал Франсиско Франко. Все пак накрая общината взима решение да не се унищожава, а да бъде преместена от централния площад в бъдещия Музей на Кантабрия, тъй като представлява част от историческото наследство.